# Saitenlage

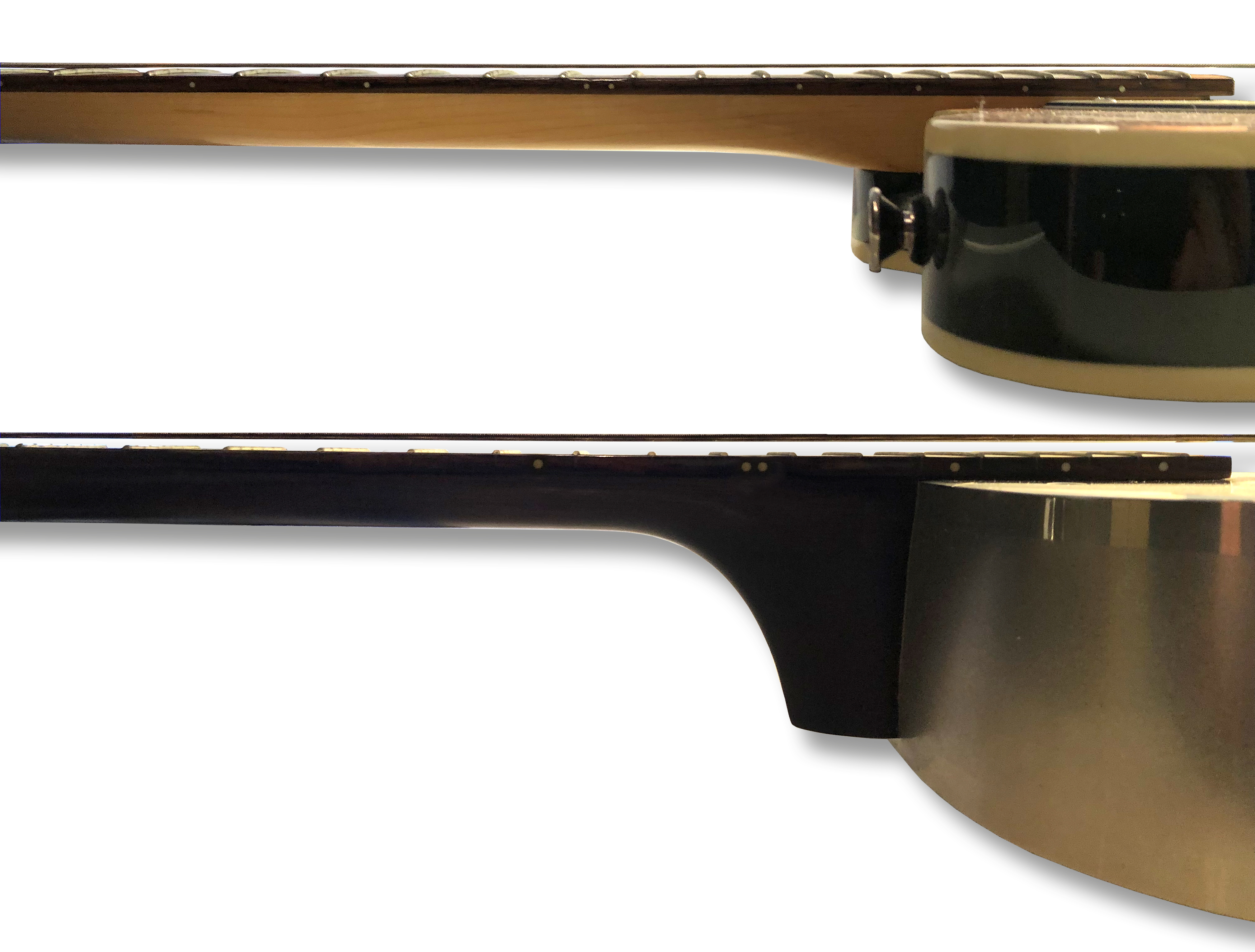
Saitenlage einer E-Gitarre (niedrig) im Vergleich zu einer – für das Bottleneck-Spiel optimierten – Resonatorgitarre (hoch)

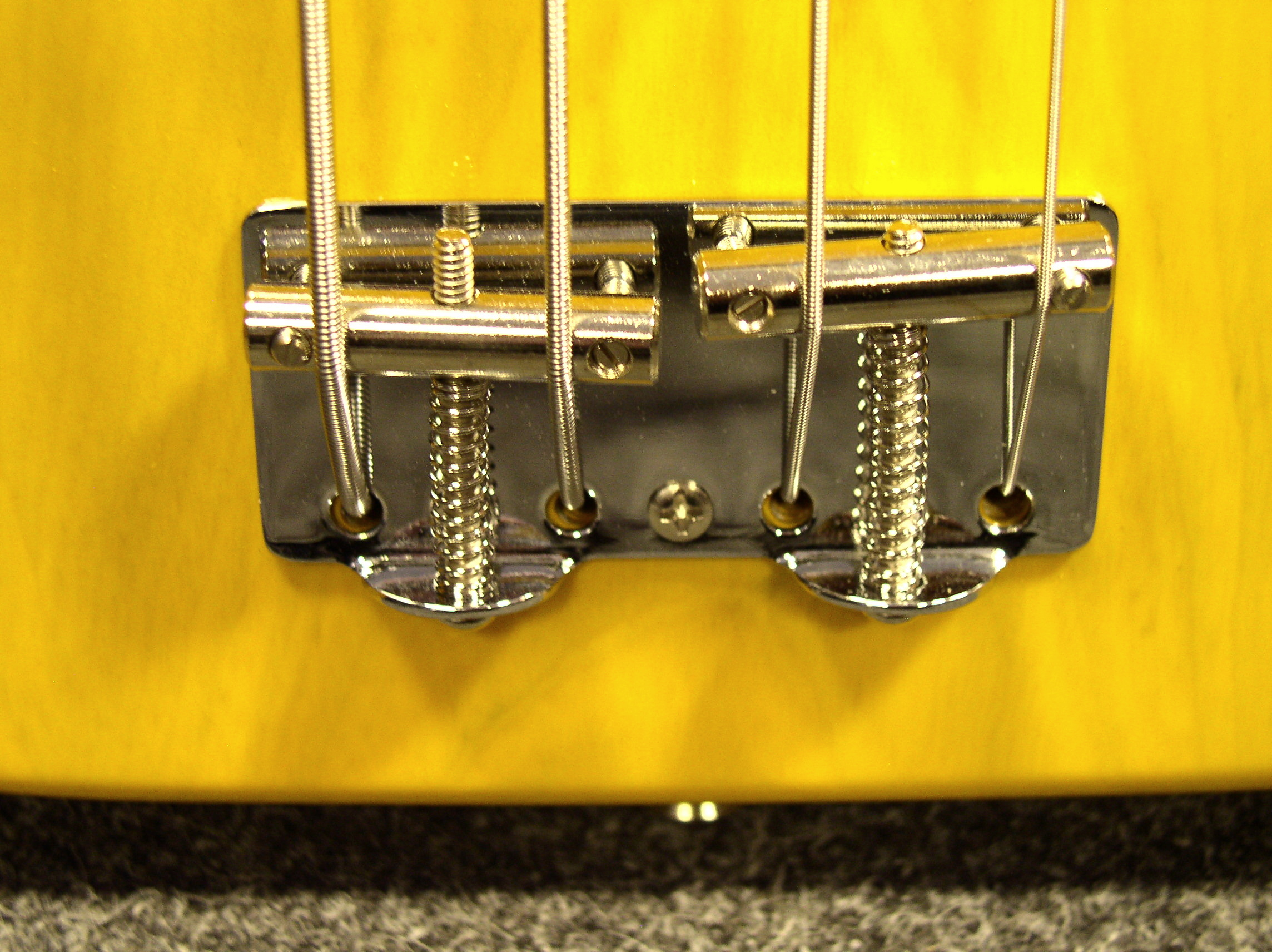
Brücke eines E-Basses. Die Saitenlage kann mittels der kleinen Madenschrauben in den zylindrisch geformten Saitenreitern, direkt neben den Saiten eingestellt werden

Der Begriff Saitenlage (englisch action, spanisch tocabilidad) bezeichnet bei Saiteninstrumenten – insbesondere bei Zupfinstrumenten wie Gitarren, Mandolinen und Banjos – den Abstand der einzelnen Saiten zu den Bundstäbchen beziehungsweise bei bundlosen Instrumenten zum Griffbrett. Eine hohe Saitenlage beugt einem Scheppern oder Schnarren der Saiten auf Griffbrett oder Bundstäbchen vor, erschwert jedoch die Bespielbarkeit, da die Greifhand mehr Druck auf die Saiten ausüben muss; umgekehrt erleichtert eine tiefe Saitenlage meist die Bespielbarkeit des Instruments.
Die Saitenlage wird bereits beim Bau der Instrumente durch eine präzise Ausrichtung der Höhe von Sattel und Sattelkerben und der Höhe des Stegs eingerichtet. Bei Instrumenten mit festem Steg – wie zum Beispiel Konzertgitarren – erfordert eine Änderung der Saitenlage eine Bearbeitung oder einen Austausch von Stegeinlage und/oder Sattel. Die Saitenlage bei modernen E-Gitarren und E-Bässen kann dagegen sowohl durch eine justierbare Metallstange im Hals (Halsspannstab) als auch durch einen mittels Schrauben verstellbaren Steg individuell eingestellt werden. Viele E-Gitarren und E-Bässe haben Stege oder Brücken (eine Kombination aus Steg und Saitenhalter) mit einzeln einstellbaren Saitenreitern, was insbesondere bei Griffbrettern mit konvex geformtem Profil vorteilhaft ist.
Für das Spielen auf so genannten Slide- und Lap-Steel-Gitarren wird die Saitenlage so hoch eingestellt, dass ein Kontakt zwischen Saite und Bundstäbchen möglichst vermieden wird.